# La Coiffure (Picasso)
Pour les articles homonymes, voir La Coiffure.
La Coiffure est un tableau peint par Pablo Picasso en 1906. Cette huile sur toile de dimensions  175,3 × 100 cm, représente deux femmes et un enfant assis.

## Description
Les personnages sont dessinés dans des formes simplifiées et géométriques à quelques mois des premières œuvres cubistes de Picasso. La scène représentée dans un « chromatisme subtil et lumineux » trouverait son inspiration du tableau le Bain turc d'Ingres,.
La tableau est peint à Paris en fin d'années 1906, époque où Picasso vit avec Fernande Olivier. Picasso a entrepris de réaliser une série de peintures et de dessins représentant des femmes, La Toilette (1906, Gosol), Femme au peigne (1906, Paris), Femme se coiffant (1906, Paris), étude pour Le Harem (1906, Paris), Nu sur fond rouge (1906, Paris), Deux Nus (1906, Paris), etc.
Appartenant successivement à la galerie Vollard, à Pierre Matisse puis à Stephen C. Clark (en), c'est ce dernier qui en fait don au Museum of Modern Art de New York en 1937. La toile est revendue en 1951 et conservée par Metropolitan Museum of Art à New York depuis 1953. L’œuvre est visible dans la galerie 830.